# Weiher (Pommersfelden)
Weiher ([ˈvaɪ̯ɐ] ) ist ein Gemeindeteil der Gemeinde Pommersfelden im Landkreis Bamberg (Oberfranken, Bayern). Weiher liegt in der Gemarkung Oberndorf.

## Geografie
Durch das Dorf fließt der Egelsgraben, ein linker Zufluss der Reichen Ebrach. Es ist von Acker- und Grünland umgeben. Etwa 1,25 Kilometer nordöstlich befindet sich die Anhöhe Vogelherd (329 m ü. NHN) und ein Kilometer nördlich der Steinbühl. Die Kreisstraße BA 22 verläuft die Kreisstraße BA 29 kreuzend nach Abtsdorf (4,5 km nördlich) bzw. nach Oberndorf zur Staatsstraße 2260 (0,7 km südlich). Eine Gemeindeverbindungsstraße verläuft zur St 2260 (0,6 km südöstlich) zwischen Oberndorf im Südwesten und Sambach im Nordosten.

## Geschichte
Der Ort wurde 1356 erstmals urkundlich erwähnt. Ursprünglicher Lehnsherr war das Hochstift Würzburg. Die Herren von Egloffstein waren Lehensträger; sie hatten einen Sitz im Ort und ein Gut im benachbarten Oberndorf. 1404 verkauften Albrecht und Hartung von Egloffstein ihre Ansprüche an Peter Esel. Dieser wiederum verkaufte den Besitz 1410 an Peter Truchseß von Pommersfelden. 1426 erwarb dieser den Zehnten des Ortes von Ritter Albrecht Kratz zu Sambach. 1514 verkaufte Georg Haller der Jüngere zu Oberköst an die Truchsesse einen Hof mit einem Teil des Gröthernwaldes und sechs Sölden. 1534 kam es noch zu einer vertraglichen Vereinbarung mit den Hallern über die Nutzung der Schäferei des Ortes, die wenig später ganz an die Truchsesse fiel. Weiher bildete mit Oberndorf bereits im 16. Jahrhundert eine Gemeinde, wovon eine Dorfordnung von 1584 zeugt. Mit dem Aussterben der Truchseß von Pommersfelden im Jahr 1710 fiel deren Besitz, zu dem auch Weiher gehörte, an den Kurfürsten Lothar Franz von Schönborn.
Nordöstlich des Ortes gab es zur Zeit der Truchsesse eine Kapelle, woran noch der Flurname „Kapellenrangen“ erinnert. Von den namengebenden Weihern sind nur der Dorfweiher und die Große Gröthernsee bekannt, der bereits in das Waldgebiet stößt. Die übrigen wurden zu Beginn des 19. Jahrhunderts in Wiesen umgewandelt.
Gegen Ende des 18. Jahrhunderts gab es in Weiher 16 Anwesen (1 Dreiviertelhof, 1 Viertelhof, 2 Güter, 4 Sölden, 6 Häuser, Ziegelei, Schäferei). Das Hochgericht übte die Schönborn’sche Herrschaft Pommersfelden aus. Es hatte ggf. an das bambergische Centamt Bechhofen auszuliefern. Die Dorf- und Gemeindeherrschaft sowie die Grundherrschaft über alle Anwesen hatte die Herrschaft Pommersfelden.
Im Rahmen des Gemeindeedikts wurde Weiher dem 1808 gebildeten Steuerdistrikt Sambach und der im selben Jahr gebildeten Ruralgemeinde Sambach zugewiesen. In der freiwilligen Gerichtsbarkeit und der Ortspolizei unterstand der gesamte Ort dem Patrimonialgericht Pommersfelden (bis 1848).
Im Zuge der Gebietsreform in Bayern wurde Weiher am 1. Mai 1978 nach Pommersfelden eingegliedert.

### Baudenkmäler
- Grenzsteine

### Einwohnerentwicklung
| Jahr      | 001818 | 001861 | 001871 | 001885 | 001900 | 001925 | 001950 | 001961 | 001970 | 001987 | 002018 | 002021 |
| Einwohner |        | 85     | 97     | 99     | 97     | 104    | 124    | 109    | 110    | 94     | 87     | 87     |
| Häuser    | 16     |        |        | 19     | 19     | 19     | 20     | 20     |        | 21     |        |        |
| Quelle    | [ 7 ]  | [ 9 ]  | [ 10 ] | [ 11 ] | [ 12 ] | [ 13 ] | [ 14 ] | [ 15 ] | [ 16 ] | [ 17 ] | [ 18 ] | [ 1 ]  |

## Religion
Der Ort ist seit der Reformation gemischt konfessionell. Die Lutheraner sind nach St. Erhard (Steppach) gepfarrt, die Katholiken nach St. Antonius Abbas (Sambach).